# Red Hot Romance
Pour plus de détails, voir Fiche technique et Distribution.
Red Hot Romance est un film américain réalisé par Victor Fleming, sorti en 1922.

## Fiche technique
- Titre : Red Hot Romance
- Réalisation : Victor Fleming
- Scénario : John Emerson et Anita Loos
- Photographie : Ernest Palmer et Oliver T. Marsh
- Pays de production : États-Unis
- Format : Noir et blanc - 1,33:1 - Film muet
- Genre : comédie
- Date de sortie : 1922

## Distribution
- Basil Sydney : Rowland Stone
- Henry Warwick : Lord Howe-Greene
- Frank Lalor : la roi Caramba XIII
- Carl Stockdale : Général de Castanet
- Olive Valerie : Madame Puloff de Plotz
- Edward Connelly : Colonel Cassius Byrd
- May Collins : Anna Mae Byrd
- Roy Atwell : Jim Conwell
- Tom Wilson : Thomas Snow
- Lillian Leighton : Mammy
- Snitz Edwards : Signor Frijole